# Saraswati (Alaknanda)
Der Saraswati ist ein linker Nebenfluss der Alaknanda, dem linken Quellfluss des Ganges, im Himalaya im indischen Bundesstaat Uttarakhand.
Das Quellgebiet des Saraswati liegt am Manapass auf einer Höhe von 5500 m. Der Saraswati fließt in überwiegend südsüdöstlicher Richtung durch den Nordwesten des Distrikts Chamoli. Er trennt dabei die Kamet-Gruppe im Osten von der Gangotri-Gruppe im Westen. Die Arwa trifft bei Ghastoli, 10 km nördlich von Mana, rechtsseitig in den Saraswati. Schließlich mündet der Saraswati bei Keshav Prayag, nahe der Ortschaft Mana sowie 5 km nördlich von Badrinath, in den Oberlauf der Alaknanda. Der Saraswati hat eine Länge von ca. 40 km. 